# Асклепиад Антиохийский
Асклепиад Антиохийский (также Асклипиад, греч. Ἀσκληπιάδης Αντιοχείας; ум. ок 218) — православный и католический святой, 9-й православный архиепископ Антиохийский. Практически все детали биографии Асклепиада известны из труда «Церковная история» Евсевия Кесарийского.

## Биография

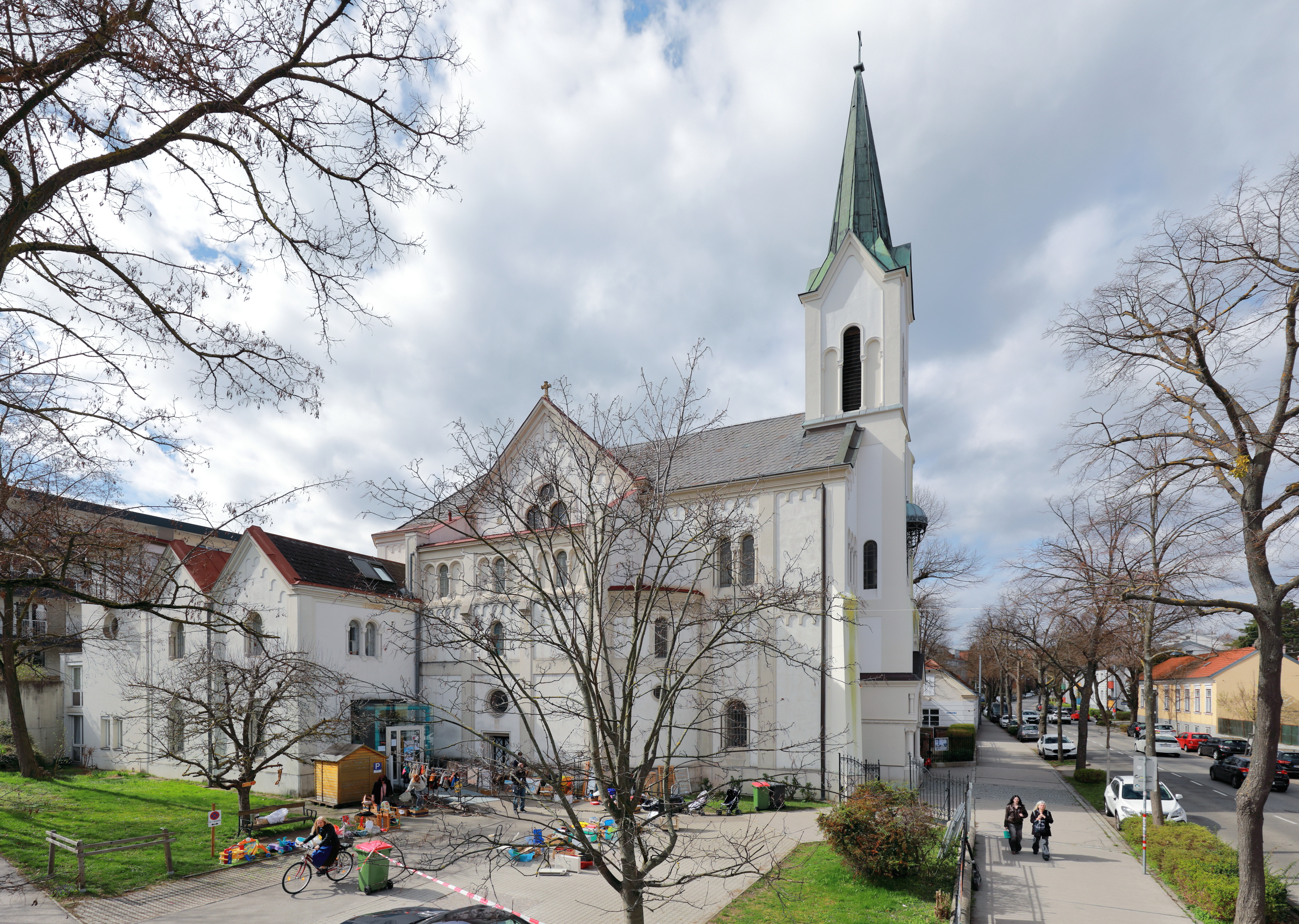
Венская католическая церковь Спасителя
(Эрлозеркирхе; de), где хранятся останки, именуемые мощами Асклепиада

О молодости будущего патриарха сведений нет, но, вероятно, он был выходцем из образованной романизированной греческой языческой семьи (см. Асклепиады). Предшественником Асклепиада на антиохийской кафедре являлся Серапион — один из ведущих богословов своего времени, несохранившиеся труды которого неоднократно цитирует Евсевий Кесарийский.
Тот же Евсевий указывает, что Асклепиад сменил Серапиона в первый год правления римского императора Каракаллы, то есть в 211 или в 212 году. По поводу вступления на кафедру Асклепиада Александр, епископ Иерусалимский, направил Антиохийской церкви поздравительное письмо (сохранилось в передаче Евсевия).
Во время гонений императора Каракаллы на христиан Асклепиад, согласно Евсевию, прославился как исповедник, но был ли он убит или скончался своей смертью — до конца неясно. В любом случае кончина Асклепиада наступила около 217—220 года. На епископской кафедре его сменил Филит (Филет).

## Почитание

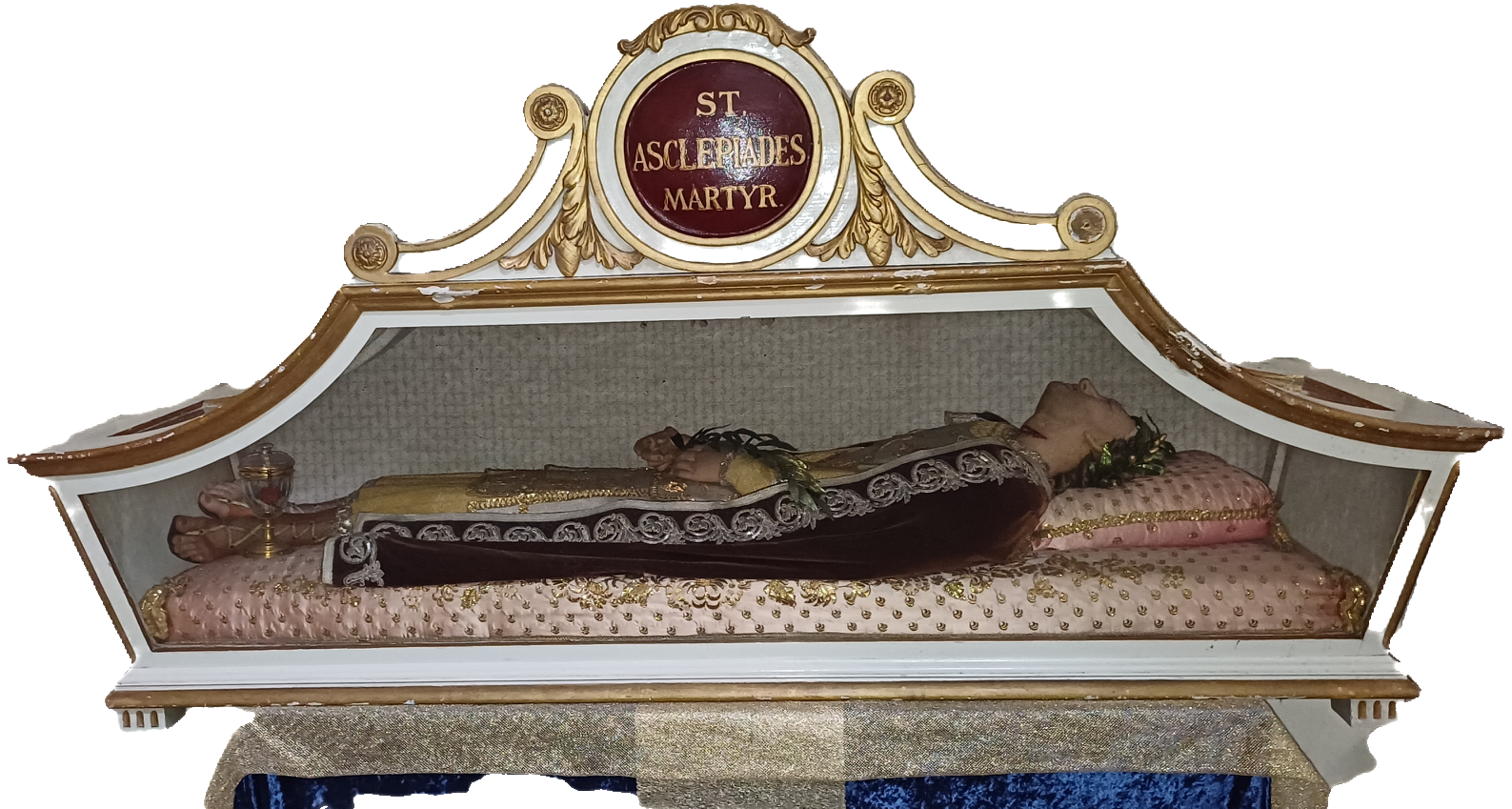
Предполагаемые мощи в Вене

Останки, которая католическая церковь считает мощами Асклепиада Антиохийского, хранятся в одной из церквей в Вене — столице Австрии, в городском районе Лизинг, в прозрачной раке. 
Происхождение этих мощей неясно, так как церковь, где они хранятся, была построена только в 1909 году. Предположительно, мощи подарил церкви в 1910-е годы кардинал Франц Ксавер Нагль.
Память в католической церкви и РПЦЗ (в РПЦЗ именуется священномучеником) — 18 октября.